# Lipnik (dopływ Krzyworzeki)
Lipnik – potok, lewy dopływ Krzyworzeki o długości 8,88 km.
Potok płynie w województwie małopolskim. Jego źródła znajdują się na wysokości około 815 m na północnych stokach góry Lubomir w Beskidzie Wyspowym. Spływa przez las w północno-wschodnim kierunku. Po wypłynięciu z lasu płynie przez miejscowości Lipnik, Poznachowice Dolne i Glichów, początkowo w północno-wschodnim, później północnym kierunku. W Poznachowicach Dolnych na wysokości 299,4 m uchodzi do Krzyworzeki.
Największym dopływem Lipnika jest lewobrzeżny potok Czerwin spływający spod Zasańskiej Przełęczy. Potoki te łączą się z sobą w Glichowie, blisko przed ujściem do Krzyworzeki. Drugim dużym dopływem jest również lewobrzeżny potok wypływający z wysokości około 705 m, tuż poniżej Przełęczy Suchej (709 m) oddzielającej Lubomir od Kamiennika Południowego.
Lipnik i jego zlewnia w większości znajdują się na obszarze Beskidu Wyspowego, ale uchodzący do niego potok Czerwin zasilany jest przez potoki, których część spływa z Pasma Glichowca należącego już do Pogórza Wiśnickiego. Również dolna część Lipnika znajduje się już na obszarze tego mezoregionu.